# Havaj (ostrov)

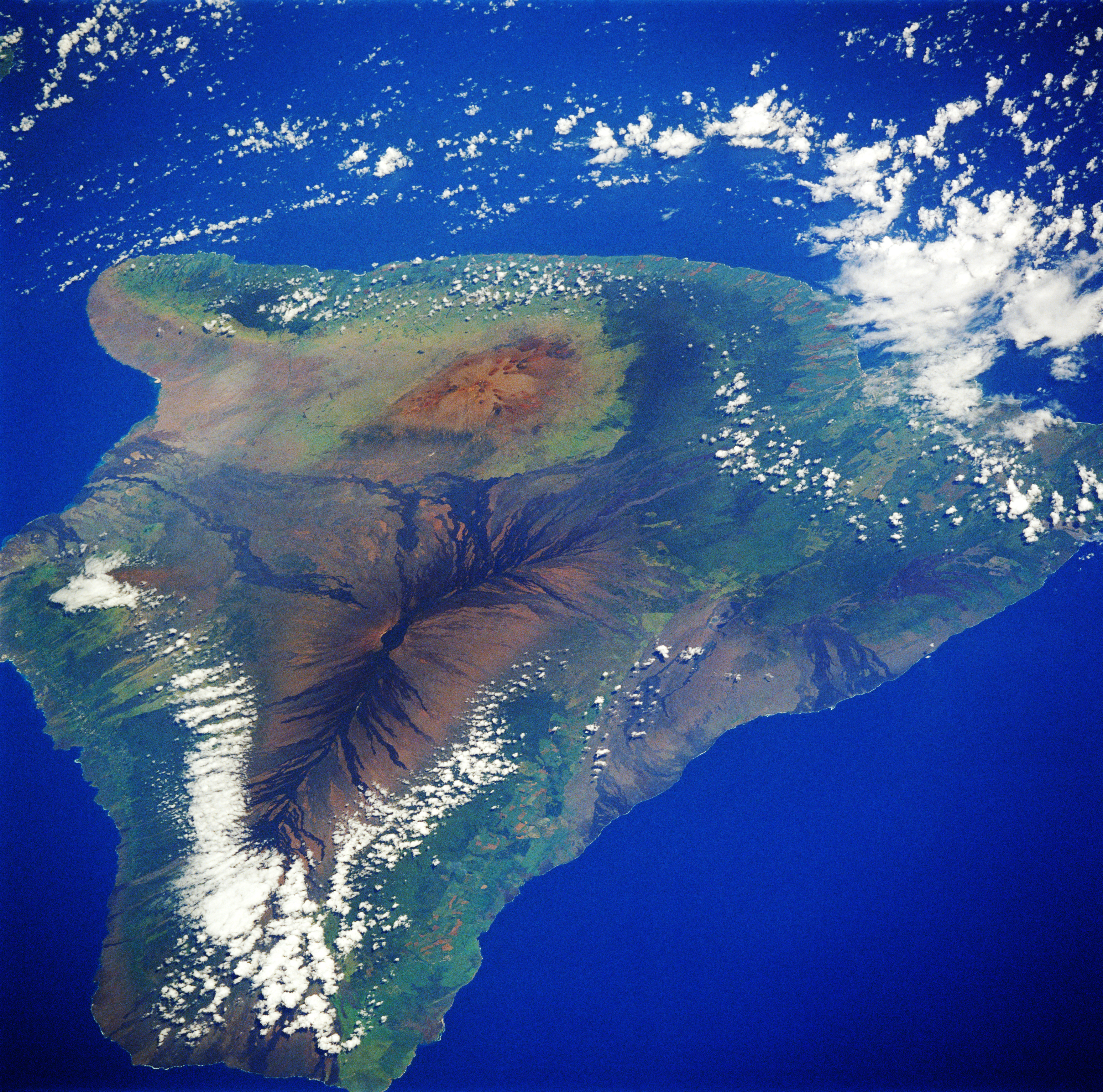
Satelitní snímek ostrova Havaj

Havaj (havajsky Hawai'i, označovaný také jako Island of Hawaiʻi) je největší z osmi hlavních Havajských ostrovů, které se nacházejí v severovýchodní části Tichého oceánu. Žije zde asi 158 400 obyvatel (2003) a ostrov má rozlohu 10 458 km². Havaj je částí státu Havaj, který se v roce 1959 stal 50. unijním státem Spojených států amerických.
Správním centrem ostrova je město Hilo. Dalšími významnějšími městy jsou Kalaoa a Holuaoa. Na ostrově se nachází dva mohutné vulkány Mauna Loa a Mauna Kea, jejichž nadmořská výška přesahuje 4100 m n. m. Nachází se zde také jeden z nejaktivnějších světových vulkánů – sopka Kilauea.